# Кумагаї Кодзі
Кодзі Кумагаї (яп. 熊谷 浩二, нар. 23 жовтня 1975, Префектура Аоморі) — японський футболіст, що грав на позиції півзахисника.
Виступав, зокрема, за клуб «Касіма Антлерс», а також молодіжну збірну Японії.
Чотириразовий чемпіон Японії. 

## Клубна кар'єра
У дорослому футболі дебютував 1994 року виступами за команду клубу «Касіма Антлерс», в якій провів десять сезонів, взявши участь у 116 матчах чемпіонату. 
Завершив професійну ігрову кар'єру у клубі «Вегалта Сендай», за команду якого виступав протягом 2004—2005 років.

## Виступи за збірну
1995 року залучався до складу молодіжної збірної Японії. На молодіжному рівні зіграв у 4 офіційних матчах.  У її складі був учасником молодіжного чемпіонату світу 1995 року.

## Титули і досягнення
- Чемпіон Японії (4):

«Касіма Антлерс»: 1996, 1998, 2000, 2001
- Володар Кубка Імператора Японії (2):

«Касіма Антлерс»: 1997, 2000
- Володар Кубка Джей-ліги (3):

«Касіма Антлерс»: 1997, 2000, 2002
- Володар Суперкубка Японії (3):

«Касіма Антлерс»: 1997, 1998, 1999